# حركة راسكامبوني
حركة راسكامبوني هي مجموعة شبه عسكرية غير حكومية نشطة في جنوب الصومال يقودها أحمد مادوبي. وهو يعارض حركة الشباب.

## التاريخ
حركة راسكامبوني كانت متحالفة مع حزب الإسلام. وفي 1 أكتوبر 2009 بدأ النزاع المسلح بين حزب الإسلام وحركة الشباب بعد نزاع بين ألوية رأس كامبوني وحركة الشباب على السيطرة على كيسيمايو. قاتل فصيل أحمد مادوبي ضد حركة الشباب بينما فصيل حسن التركي إلى حركة الشباب. واستطاع طرد ألوية رأس كامبوني من المدينة. وفي نوفمبر 2009 سيطرت حركة الشباب وحلفاؤها المحليون على قوات مادوبي، وأجبرته على الانسحاب من منطقة جوبا السفلى ومعظم جنوب الصومال. وفي فبراير 2010 أعلن فصيل حسن التركي الاندماج مع حركة الشباب.
في 20 ديسمبر 2010 اندمج حزب الإسلام أيضًا مع حركة الشباب، وتحالفت حركة راسكامبوني مع تنظيم أهل السنة والجماعة والحكومة الاتحادية الانتقالية.
شاركت الجماعة في العديد من الاشتباكات المسلحة مع حركة الشباب. واشتبكت جماعة راسكامبوني مع الشباب في 13 مارس 2011 في قرية ضيف، وزعمت الحركة أنها دمرت عددًا من مركبات حركة الشباب العسكرية في القتال، والذي خلف خمسة قتلى على الأقل.
وفي 3 أبريل 2011 استولت حركة راسكامبوني بالاشتراك مع قوات الحكومة الاتحادية الانتقالية والقوات الجوية الكينية على بلدة دوبلي الحدودية من حركة الشباب.
وفي يوليو 2012 أفيد بأنهم قاموا بعملية إنقاذ لتحرير أربعة من عمال الإغاثة المختطفين من مجلس اللاجئين النرويجي.
وفي سبتمبر 2012 ورد أن الجيش الوطني الصومالي الذي أعيد تشكيله بمساعدة قوات بعثة الاتحاد الأفريقي في الصومال وميليشيا راسكامبوني أعاد السيطرة على كيسمايو من مقاتلي حركة الشباب خلال معركة كيسمايو (2012).
وفي فبراير 2014 شن مقاتلو حركة الشباب سلسلة من الهجمات في كيسمايو استهدفت أعضاء راسكامبوني.